# Ancylopsetta kumperae
Ancylopsetta kumperae är en fiskart som beskrevs av Tyler, 1959. Ancylopsetta kumperae ingår i släktet Ancylopsetta och familjen Paralichthyidae. IUCN kategoriserar arten globalt som otillräckligt studerad. Inga underarter finns listade i Catalogue of Life.